# Sociedad Misionera de América del Sur
La Sociedad Misionera de América del Sur (South American Mission Society, SAMS) fue fundada en 1844 en Brighton, Inglaterra, como Misión Patagónica (Patagonian Mission), nombre con el que se la conoció durante los primeros veinte años. El fundador y primer secretario fue el capitán Allen Gardiner, quien murió de inanición en 1851 en la isla Picton sobre el canal Beagle, esperando una nave de abastecimiento de Inglaterra. Gardiner creía que la misión original tendría que haberse expandido desde la Patagonia a toda América del Sur.
Se formó con el propósito de reclutar, enviar y apoyar a misioneros cristianos en América del Sur para evangelizar a los nativos. Tiene organizaciones en Gran Bretaña, Irlanda, Canadá, Australia, Nueva Zelanda y Estados Unidos, aunque durante la década de 1990 las de Australia y Nueva Zelanda se fusionaron con la Sociedad Misionera de la Iglesia (Church Missionary Society) y en 2010 la sede principal en Gran Bretaña también se fusionó con ella. La SAMS fue uno de los primeros miembros de Faith2Share, red internacional de agencias misioneras, y sus sedes en Irlanda, Canadá y Estados Unidos continúan ejerciendo una función activa dentro de esta red.

## Allen Gardiner
A partir de 1838 el capitán Allen Francis Gardiner hizo varios intentos de llevar el cristianismo protestante a los pueblos nativos de América del Sur. Regresando a Inglaterra en 1843 buscó soporte para sus esfuerzos pero ninguna iglesia británica o sociedad misionera se ofreció para ayudar, así que fundó su propia misión sudamericana. Su primer intento de instalar una misión en bahía Gregorio en el estrecho de Magallanes en 1845 fue repelido por los nativos. Trabajó en Bolivia entre 1845 y 1847, pero ese esfuerzo misionero fue suprimido por el clero católico.
Gardiner organizó otro viaje a través de la Sociedad. Con cuatro marineros y un carpintero, partió de Cardiff a bordo del buque Clymene el 7 de enero de 1848. Llegaron a la isla Picton en Tierra del Fuego el 23 de marzo, pero después de ser despojados íntegramente por los indígenas, la partida reabordó el barco. Desde allí partieron el 1 de abril rumbo a Valparaíso, Chile, y finalmente regresaron a Inglaterra.
Basado en estas experiencias, Gardiner decidió que para tener éxito necesitaba un pequeño barco como base desde el cual pudiera acercarse los indígenas con algún grado de seguridad. En marzo de 1850 el reverendo George Pakenham Despard de Redland, Brístol, fue nombrado secretario honorario de la Sociedad Misionera Patagónica. Con su habilidad organizativa la sociedad obtuvo donaciones, pero no las suficientes como para construir la goleta de 120 toneladas que Gardiner quería, por lo cual se construyeron dos lanchas de 26 pies, la Pionero y la Speedwell, para su uso en las islas. 
Gardiner y otros ocho hombres llegaron a la isla Picton el 5 de diciembre de 1850. A raíz de retrasos en la entrega de provisiones organizada por la Sociedad en Inglaterra, todos los misioneros murieron de inanición. Para cuando una partida de británicos llegó a la isla el sitio había sido saqueado por los nativos y las lanchas destruidas.

### La goletaAllen Gardiner

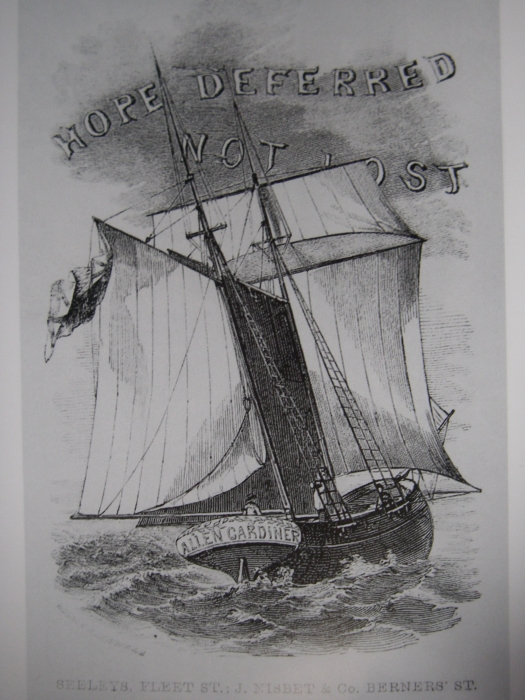
Ilustración de la goleta Allen Gardiner de la Sociedad Misionera de América del Sur.

El capitán Gardiner y su grupo se convirtieron en mártires para Gran Bretaña y las donaciones para la Sociedad Misionera Patagónica se incrementaron. Había dinero suficiente para construir una goleta del tipo que Gardiner originalmente quería. La quilla de la goleta fue colocada en Dartmouth el 1 de noviembre de 1853 y el 11 de julio de 1854 fue botada con el nombre Allen Gardiner, con 89 toneladas de desplazamiento y dimensiones de 19,5 x 5,2 x 3,2 m. El 24 de octubre de 1854 zarpó desde Brístol comandada por el capitán William Parker Snow acompañado por un grupo que incluía al catequista James Garland Phillips, el doctor James A. Ellis, un albañil y un carpintero. Se establecieron en Cranmer, asentamiento de la isla Vigía en las islas Malvinas. 
La misión padeció muchas dificultades, en parte debidas a los desacuerdos que tuvo el capitán Parker Snow con Phillips, su tripulación y el gobernador George Rennie, quienes no apoyaban la intención de la Sociedad de animar a los fueguinos a abandonar sus islas para ir a Cranmer. El primer misionero designado para ir a Cranmer, el reverendo E. A. Verity, fue arrestado con cargos de bancarrota poco antes de salir de Inglaterra. El capitán Snow le ofreció a Phillips llevarlo en un viaje de reconocimiento al archipiélago de Tierra del Fuego en octubre de 1855, donde hicieron contactos amigables con indígenas en varias ubicaciones culminando con el descubrimiento de Jimmy Button en Wulaia el 1 de noviembre. Además en esa oportunidad enterraron los restos del capitán Gardiner y su tripulación en la isla Picton.
En diciembre de 1855 George Pakenham Despard fue nombrado misionero con destino a las islas Malvinas; llegó a Puerto Argentino el 30 de agosto de 1856. Los desacuerdos con el capitán de la Allen Gardiner llegaron a tal punto que finalmente fue destituido de su cargo. Parker Snow entonces regresó a Inglaterra, donde demandó a la Sociedad por el despido arbitrario, pero finalmente perdió. A pesar de esto la Sociedad recibió considerables críticas por sus acciones, en parte porque en este punto de su historia, aún era una organización privada no sujeta a alguna iglesia establecida.

### La masacre de Wulaia

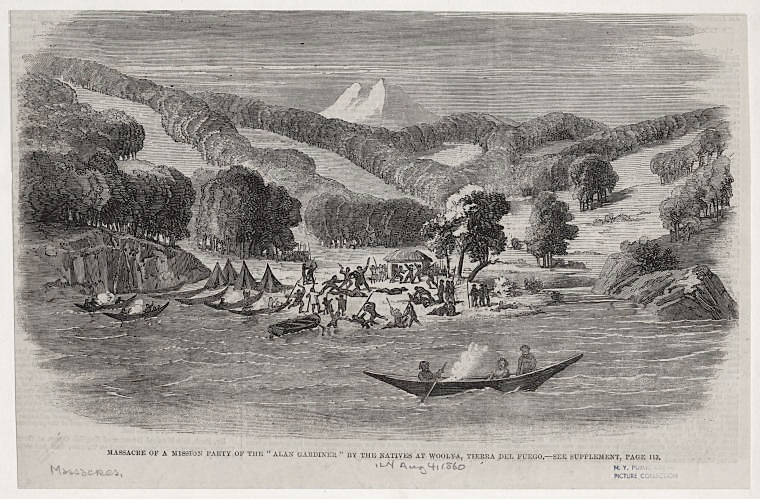
Ilustración de la masacre de Wulaia.

George Despard logró convencer a Jimmy Button para que fuera con una de sus mujeres y tres niños a visitar Cranmer; después de permanecer varios meses allí regresaron a caleta Wulaia en diciembre de 1858. Al mismo tiempo un grupo de nueve fueguinos fue animado a visitar Cranmer, aunque en este caso, sin ninguna de las experiencias europeas que había tenido Jimmy Button, por lo que pronto se enfermaron, y sumado a esto había serios malentendidos culturales entre ellos y los europeos. En octubre de 1859 emprendieron el regreso a Wulaia, llegando el 2 de noviembre después de una muy mala travesía en la Allen Gardiner. Cuatro días más tarde, mientras se llevaba a cabo el servicio dominical en una pequeña capilla construida en el asentamiento, Garland Phillips y toda su tripulación, excepto uno, fueron apaleados hasta la muerte en una masacre general. El único superviviente fue el cocinero de la goleta, que estaba a bordo de la Allen Gardiner cuando ocurrió la matanza y pudo huir en un bote; logró hacer la paz con los nativos antes de que las partidas de búsqueda descubrieran la goleta despojada y abandonada el 1 de marzo de 1860.

### Consecuencias
A pesar de los muchos pedidos en las islas Malvinas de aplicar medidas punitivas a los fueguinos el Gobierno rehusó sancionar a nadie. Temiendo las represalias, los nativos se volvieron más receptivos a la actividad misionera. George Despard dimitió como misionero y regresó a Inglaterra en la Allen Gardiner en 1862. Su hijo adoptivo, Thomas Bridges, permaneció en Cranmer junto al reemplazante de Despard, el exsecretario de la Sociedad reverendo Waite Hockin Stirling.
En 1865 la Allen Gardiner regresó a Inglaterra una vez más, en esta ocasión con cuatro niños fueguinos, dos de los cuales (incluyendo uno de los hijos de Jimmy Button) murieron durante el viaje de regreso en 1866. En 1867 un asentamiento misionero fue construido en la isla Grande de Tierra del Fuego y el 21 de diciembre de 1869 Waite Stirling fue proclamado obispo de las islas Malvinas en la Abadía de Westminster, legitimando finalmente a la Sociedad Misionera de América del Sur bajo el auspicio de la Iglesia de Inglaterra. Stirling permaneció en el cargo por treinta y dos años, período durante el cual una considerable proporción de la población nativa de Tierra del Fuego fue masacrada por buscadores de oro y estancieros.
A través de los años la Sociedad tuvo tres barcos con el nombre Allen Gardiner: el primero fue vendido y reemplazado por un queche de 41 toneladas de desplazamiento en 1874, y este fue reemplazado por un barco de vapor más grande en 1884. El motor de este último fue retirado en 1887 por lo que funcionó como velero hasta ser vendido en 1896, época en la cual operaban regularmente servicios navieros entre las islas Malvinas y el archipiélago de Tierra del Fuego.

## Otras misiones
En 1860 el hijo del capitán Gardiner, Allen Gardiner Jr., fue enviado por la Sociedad a Chile, donde estableció una segunda misión en Lota, Región del Bío-Bío, y más tarde obtuvo importantes concesiones oficiales contra el clero católico titular. Esta fue la primera de muchas misiones exitosas que la Sociedad Misionera de América del Sur fundó en el continente sudamericano.
En el transcurso de su historia la Sociedad tuvo cambios en su nombre y conformación: habiendo sido creada como Sociedad Misionera de la Patagonia (Patagonian Mission), con el objetivo de evangelizar a los nativos de la Patagonia argentina y chilena, en 1864 se convirtió en la Sociedad Misionera de América del Sur (South American Missionary Society) para expandir la obra a otras tribus de Sudamérica.
En 1995 cambió su nombre a South American Mission Society; y en 2010 se integra con la Church Mission Society (CMS). Por otro lado se conformaron otras sedes de SAMS: Irlanda, Australia, Canadá, Estados Unidos. Todas las sedes, incluida la CMS, forman parte de la red Faith2Share.